# ست گادین
 ست گادین(گودین) (انگلیسی: Seth Godin؛ زادهٔ ۱۰ ژوئیهٔ ۱۹۶۰) پدیدآور، کارآفرین و سخنران اهل ایالات متحده آمریکا است. وی در زمینه کسب‌وکار فعالیت می‌کند.
وی در فارسی به ست گودین و سث گودین نیز شناخته شده است.

## زندگی
گادین(گودین) در 10 ژوئیه‌ی 1960 در نیویورک متولد شد. وی در سال 1979 برای تحصیل در رشته‌ی علوم کامپیوتر و فلسفه به دانشگاه تافتس رفت و سپس رشته‌ی مدیریت بازرگانی را در دانشگاه استنفورد ادامه داد.
پس از فارغ‌التحصیلی، به عنوان مدیر برند در شرکت نرم‌افزاری اسپیناکر مشغول شد، سه سال بعد این شغل را ترک کرد و شرکت تجاری خود را در زمینه‌ی بسته‌بندی کتاب راه انداخت. چند سال بعد این شرکت را به کارمندانش فروخت و یویوداین را با هدف تبلیغات راه‌اندازی کرد.
یویوداین به سرعت به بهره‌وری رسید و شرکت‌هایی چون مایکروسافت، سونی موزیک و ولوو شروع به استفاده از خدمات آن کردند. دو سال بعد، این شرکتِ پیشگام در ارائه‌ی خدمات بازاریابی به شرکتی چندملیتی تبدیل شد و یاهو آن را خریداری کرد.
ست گادین(گودین) برای گسترش دیدگاه‌ها و ایده‌هایش به نوشتن روی آورد. کتاب‌های او به سرعت در صدر فهرست پرفروش‌های حوزه‌ی بازاریابی قرار گرفتند و مقالاتش در نشریه‌های مطرح و معتبر مدیریت منتشر شدند.
در سال 2006، گودین وب‌سایت اسکوییدو را راه‌اندازی کرد، وب‌سایتی اجتماعی که در سی‌ان‌ان و واشنگتن پست معرفی شد و به کاربران خود امکان پدید آوردن صفحاتی درباره‌ موضوعات مورد نظرشان را می‌داد.
ست گادین(گودین) معتقد است که موفقیت یک ایده در گرو صرف هزینه‌ی بسیار برای تبلیغات آن نیست، بلکه در داستان سرایی درست و تأثیرگذاری آن است.

## آثار
- (2000) بازاریابی بااجازه
- (2007) شیب
- (2008) قبایل
- (2002) گاو بنفش
- (2009) تمام بازاریاب ها دروغگو هستند(داستان تعریف می کنند)
- (2010) مهره حیاتی
- (2011) به جعبه دست بزن
- (2012) فریب ایکاروس[۲]
- (2012) الفبای چیرگی
- (2018) این است بازاریابی
- (2022) تقویم کربن